# 洪航勇
洪航勇（1956年12月—），男，汉族，浙江临安人，中华人民共和国政治人物。大学学历，EMBA，工程师。

## 生平
1974年6月参加工作。1976年2月加入中国共产党。早年曾为临安县堰口公社电工，公社党委委员、团委书记，於潜区人武部干部、团区委书记，乐平公社党委副书记、副主任。后入浙江林学院干部专修科林学专业学习。毕业后历任临安县千洪公社党委书记，临安县副县长，杭州市种猪试验场副场长，杭州市牛奶联合企业公司党委委员、副总经理，杭州市林水局党委委员、副局长，杭州市农业局党委书记、局长，杭州市林水局党委书记、局长等职。2001年，出任中共杭州市江干区委副书记、区长。2002年，任中共杭州高新开发区（滨江区）党委书记。2006年底，任中共杭州市委副秘书长。2007年初，升任中共杭州市委常委、萧山区委书记。2012年，转任杭州市人大常委会党组副书记、副主任。
2013年，被选为第十二届全国人民代表大会浙江地区代表。2015年8月25日，中纪委网站宣布，洪航勇涉嫌严重违纪，正接受组织调查。2015年9月11日，因涉嫌违法犯罪，浙江省第十二届人大常委会第二十二次会议决定接受其辞去第十二届全国人民代表大会代表职务。2015年10月，其人大代表资格终止。